# پاتریسو یانیس
پاتریسو یانیس (اسپانیایی: Patricio Yáñez‎؛ زادهٔ ۲۰ ژانویهٔ ۱۹۶۱) بازیکن فوتبال اهل شیلی بود.
از باشگاه‌هایی که در آن بازی کرده‌است می‌توان به باشگاه فوتبال کولو-کولو، باشگاه فوتبال یونیورسیداد شیلی، باشگاه فوتبال رئال ساراگوسا، باشگاه فوتبال رئال بتیس، و باشگاه فوتبال رئال وایادولید اشاره کرد.
وی همچنین در تیم ملی فوتبال شیلی بازی کرده‌است.